# Dasineura brassicae
Espèce
Dasineura brassicae (la cécidomyie des siliques des crucifères ou cécidomyie du colza) est une espèce d'insectes diptères de la famille des Cecidomyiidae, originaire d'Europe.
Cet insecte est un ravageur des cultures de colza notamment, Les dégâts sont causés par les larves qui se nourrissent de la paroi interne des siliques, les faisant éclater et dispersant les graines.

## Synonymes
- Perrisia brassicae Winnertz [basionyme].
- Dasyneura brassicae
- Cecidomyia brassicae Winnertz, 1853

## Distribution
L'aire de répartition de Dasineura brassicae comprend la totalité de l'Europe. L'espèce a également été signalée au Maroc.

## Galerie

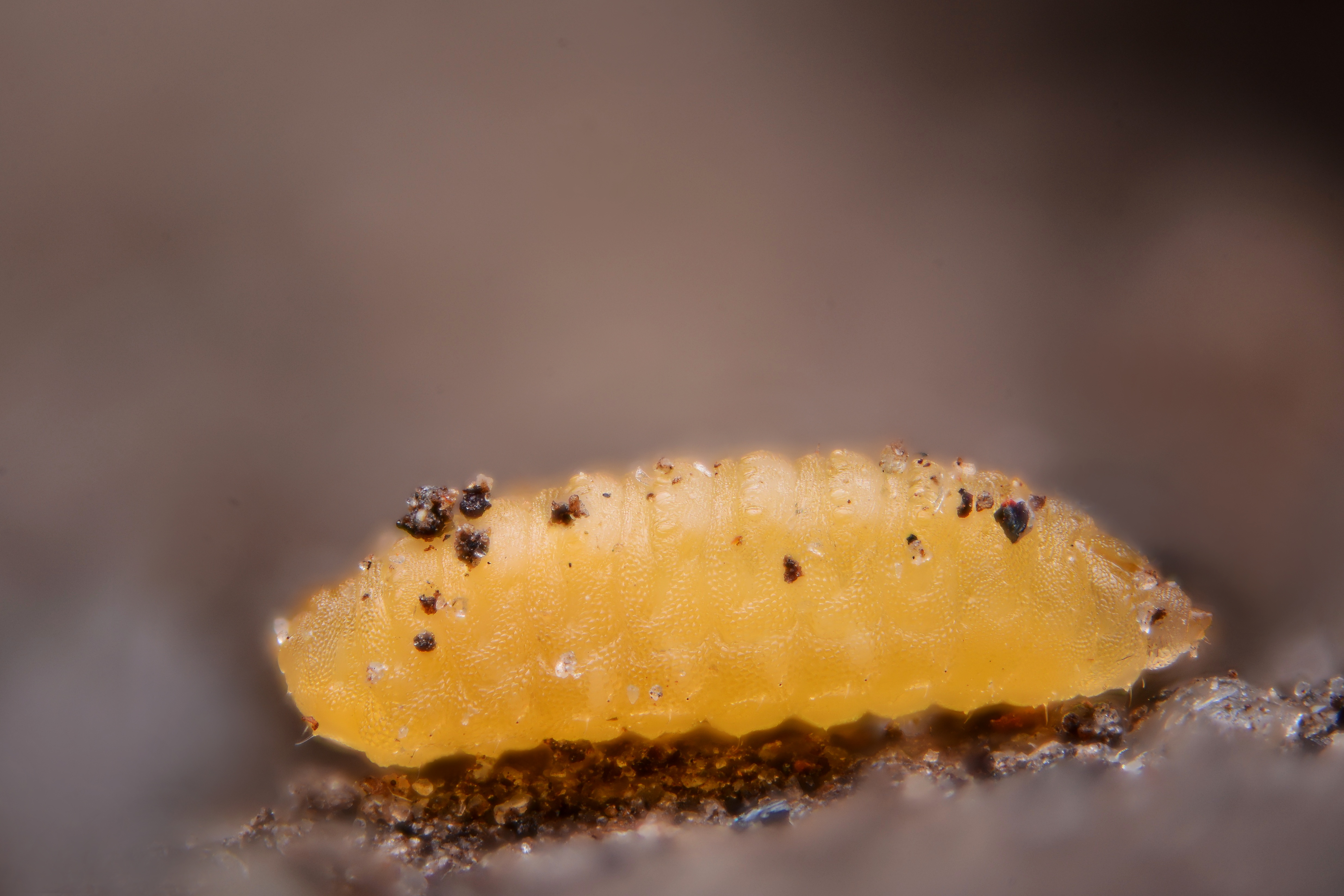
Larve au sol.
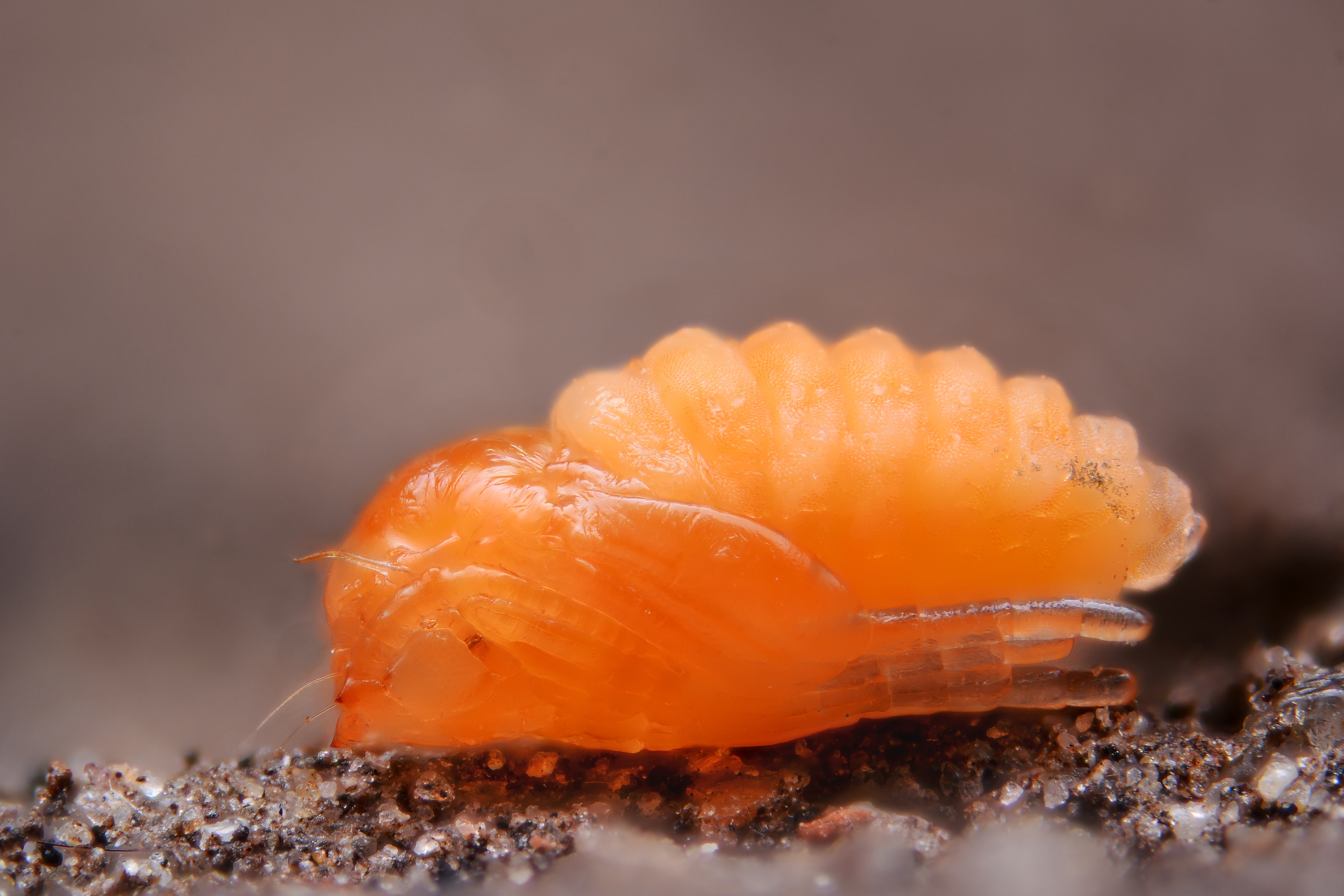
Pupe au sol.